# Pas zvjezdaš
Pas zvjezdaš (lat. Echinorhinus brucus) vrsta dubokovodnog morskog psa iz porodice šiljoglavki. Žive u dubinama od najmanje 10 pa do 900 metara, najčešće 350 – 900 m. Rašireni su po svim oceanima, a ima ih i u Jadranu
Vretenastog su tijela, boje je sivosmeđe s tamnim mrljama. Makasimalno narastu do 310 cm dužine. Hrane se manjim morskim psima, ribama i rakovima.

## Vanjske poveznice
|  | Zajednički poslužitelj ima još gradiva o temi Echinorhinus |
|  | Wikivrste imaju podatke o taksonu Echinorhinus             |